# العلاقات التركية الإيرانية
كانت العلاقة بين جمهورية إيران الإسلامية وجمهورية تركيا سلمية بشكل عام منذ تأسيس الدولتان الحديثتان، ولكنها توترت في بعض الأحيان ثم تعود المياه لمجاريها. تُعد تركيا شريكة تجارية رئيسية لدولة إيران وهذا لعدة أسباب من بينها القرب الجغرافي واللغوي والعلاقات العرقية (مثل علاقة الأذر بالأتراك وعلاقة الأكراد بالإيرانيين). هناك العديد من الجوانب الثقافية المشتركة الأخرى -سواء في القديم أو الحديث- مثل الإمبراطوريات التي عاشت وتحطمت في واحدة من الدولتان على غرار الإمبراطورية الفرثية، الأخمينيون، الساسانيون، السلاجقة، الصفويون، الدولة الأفشارية، العثمانيون ثم القاجار. بشكل عام؛ لدى تركيا سفارة في طهران كما تتوفر على عددٍ من القنصليات في كل من تبريز وأرومية، أمّا إيران فلديها سفارة في أنقرة كما تتوفر على مجموعة من القنصليات في إسطنبول، أرضروم وطرابزون.
وشهدت العلاقات التركية الإيرانية توترًا كبيرًا حول سقوط نظام الأسد، نتيجة لاختلاف مصالحهما في سوريا. دعمت تركيا المعارضة السورية في سعيها لإسقاط نظام الأسد، في حين أنه قدمت إيران دعمًا مستمرًا لنظام الأسد وسعت للحفاظ على نفوذها في سوريا.
أثارت هذه التطورات في السياسات  قلقًا في طهران، حيث رأت القيادة الإيرانية أن الدعم التركي للمعارضة قد هدد استقرار المنطقة وأضعف تأثيرها في الساحة السورية. من جانبها، اعتبرت تركيا أن دعمها للمعارضة كان خطوة ضرورية لضمان استقرار سوريا ومنع توسع النفوذ الإيراني الذي كان يتعارض مع مصالحها الاستراتيجية في المنطقة.

## التاريخ
لدى إيران وتركيا تاريخ طويل ومشترك وذلك بسبب موقعهما الجغرافي المتقارب ناهيك عن محاولة سيطرتهما على أجزاء من أراضي الأناضول التي تم غزوها من قبل مختلف الإمبراطوريات التي قامت في إيران بما في ذلك الإمبراطورية الميدية، الإمبراطورية الأخمينية، الإمبراطورية الفرثية، الإمبراطورية الساسانية، الإمبراطورية الصفوية ثم الإمبراطورية الأفشارية. شكلت آسيا الصغرى واحدة من أهم المناطق التي سيطرت عليها الإمبراطورية الأخمينية والتي حطت رحالها في عددٍ من المدن بما في ذلك سارد وسميرنا في غرب الأناضول، أمّا مقاطعة اغدير التي تقع شرق الأناضول فقد تشكلت كجزء من القاجاريين في إيران الذين شاركوا خلال الحرب الروسية الفارسية (1826-1828) قبل أن يُصادقوا على معاهدة تركمانجاي. نفس الأمر بالنسبة لتركيا؛ فقد حاولت كل الإمبراطوريات التي قامت على أراضيها التوسع في بلاد الفرس بما في ذلك الإمبراطورية البيزنطية والعثمانية اللتان شقتا طريقهما باتجاه إيران وما أكثر.
يُعد عرق الأذر ثاني أكبر عرقية في إيران وهو العِرق الذي تربطه علاقات وثيقة بالأتراك، هناك أيضا مجموعة من الشعوب التركية في إيران مثل التركمان والقشقشاي. لدى الأتراك والإيرانيين تراث ثقافي مشترك خاصة خلال حكم الغزنويين (977-1186)، السلجوقيين (1037-1194)، سلاجقة الروم (1077-1307)، العثمانيين (1299-1923)، التيموريين (1370-1507)، القراقويونلو (1374-1468)، آق قويونلو (1378-1501) ثم الصفويين (1501-1736).

### القرن 20
في 22 نيسان/أبريل 1926 تم توقيع أول «معاهدة صداقة» بين إيران وتركيا في طهران. شملت المبادئ الأساسية المدرجة في هذه الاتفافية كل من الصداقة، الحياد وعدم إشعال فتيل الحرب بين الطرفين. شمل الاتفاق كذلك إمكانية العمل المشترك من أجل المجموعات في أراضي البلدين والذي من شأنه أن يحاول تعكير صفو السلام والأمن. تهدف هذه السياسة بصورة غير مباشرة إلى حل المشاكل الداخلية في كلا البلدين خاصة عندما يتعلق الأمر بالأكراد وباقي الأقليات.
في 23 كانون الثاني/يناير 1932 تمّ التوقيع على معاهدة الحدود بين تركيا وإيران في العاصمة طهران. تُعد الحدود بين تركيا وإيران واحدة من أقدم الحدود في العالم وقد بقيت ثابتة منذ معركة جالديران عام 1514 أو بالأحرى منذ التوقيع على معاهدة قصر شيرين. تحسنت العلاقة بين البلدين بشكل ملحوظ عام 1932، في تلك الفترة وقع الطرفان على معاهدات جديدة للصلح والتسوية القضائية والتحكيم.

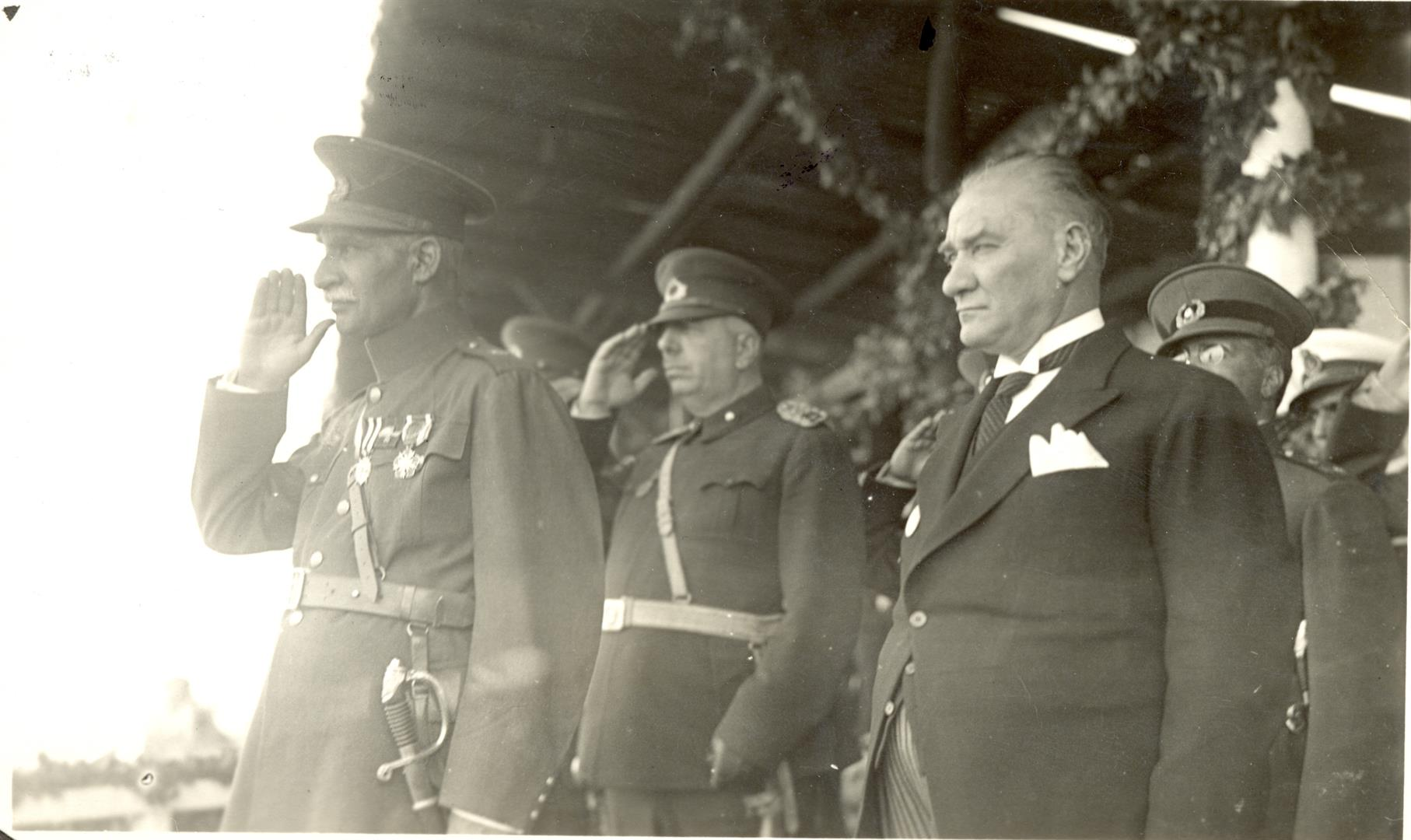
الرئيس التركي مصطفى كمال أتاتورك (يمين) رفقة رضا بهلوي شاه إيران (يسار) في أنقرة عام 1934.

بين 16 يونيو/حزيران و2 تموز/يوليو من عام 1934 زارَ رضا بهلوي تركيا مع بعثة من كبار المسؤولين بينهم الجنرال حسن عرفة بدعوة من مصطفى كمال أتاتورك. حينها زار رضا عدة مناطق في تركيا كما قام بعدة محاولات من أجل تعزيز الصداقة والتعاون بين الزعيمين. صرّح رضا بهلوي في وقت لاحق من تلك الزيارة وأعربَ عن إعجابه بكل الإصلاحات التي قام بها كمال في سبيل تأسيس جمهورية حديثة ولها من القوة نصيب.
تم التوقيع على معاهدة عدم الاعتداء بين الطرفين يوم 8 تموز/يوليو 1937 وقد انضمت إلى هذه الاتفاقية كل من العراق وأفغانستان. عُرفت هذه الاتفاقية فيما بعد باسم معاهدة سعد أباد وكان الغرض منها هو ضمان الأمن والسلام في الشرق الأوسط. زادت متانة العلاقة بين الجانبين عقب توقيعهما في آب/أغسطس من عام 1955 لاتفاق الأمن المتبادل في إطار منظمة المعاهدات المركزية والتي شملت كل من إيران، تركيا، العراق، باكستان والمملكة المتحدة. وقع الثلاثي الإيراني-التركي-الباكستاني في تموز/يوليو 1964 على اتفاقية التعاون الإقليمي من أجل التنمية وذلك بهدف تنمية المشاريع الاقتصادية المشتركة. مرّت العلاقة بفترة برود عام 1979 عقبَ الثورة الإيرانية التي تسببت في تغييرات كبيرة في إيران ومنطقة الشرق الأوسط. أما اليوم فتتعاون إيران مع تركيا تعاونا وثيقا في عددٍ من المجالات بما في ذلك مكافحة الإرهاب، الاتجار بالمخدرات وتعزيز الاستقرار في العراق وآسيا الوسطى.

### البرنامج النووي الإيراني
في مايو/أيار 2010 قام رئيس الوزراء التركي رجب طيب أردوغان برحلة مفاجئة إلى العاصمة طهران رُفقةَ الرئيس البرازيلي لويس إيناسيو لولا دا سيلفا من أجل دعم برنامج إيران النووي وكذا الاستعانة بمصادر خارجية لتخصيب اليورانيوم في تركيا لتجنيب إيران المزيد من العقوبات. انتُقد أردوغان خلال دعمه لبرنامج إيران لكنه رد على كل ذلك بالقول: «في الواقع؛ ليس هناك سلاح نووي في إيران الآن ... إسرائيل التي تقع أيضا في منطقتنا تمتلك هي الأخرى أسلحة نووية وتبعد بنفس المسافة عنّا مقارنة بإيران! هل عارض المجتمع الدولي مشروع إسرائيل النووي؟ يا لهذه المعايير المزدوجة!» بالرغم من دعم البرازيل وتركيا لإيران؛ زادت الولايات المتحدة الأمريكية والمملكة المتحدة من ضغوطها لفرض عقوبات ضد إيران. في عام 2011؛ قررت تركيا استضافة نظام رادار لتعقب الصواريخ التي تُطلق من إيران مما كسر العلاقات الثنائية بين الطرفين. في عام 2012؛ نشرَ مركز بيو للأبحاث نتائج استطلاع للرأي أظهر أن 54% من الأتراك يعارضون حيازة إيران للأسلحة النووية مقابل 46% الذين أن إيران تُشكل «تهديدًا» في حالة ما حازت السلاح النووي في حين أيد 26% استخدام القوة العسكرية لمنع إيران من تطوير الأسلحة النووية. لكن وفي المقابل فـ 37% من الأتراك يعتقدون أن إيران لا تُشكّل خطرا على الإطلاق وهي أعلى نسبة بين الدول التي شملها الاستطلاع. فقط 34% من سكان تركيا موافقون على «تشديد العقوبات» على إيران مقارنة بـ 52% الذي يُعارضونها.

### أزمة الدرع

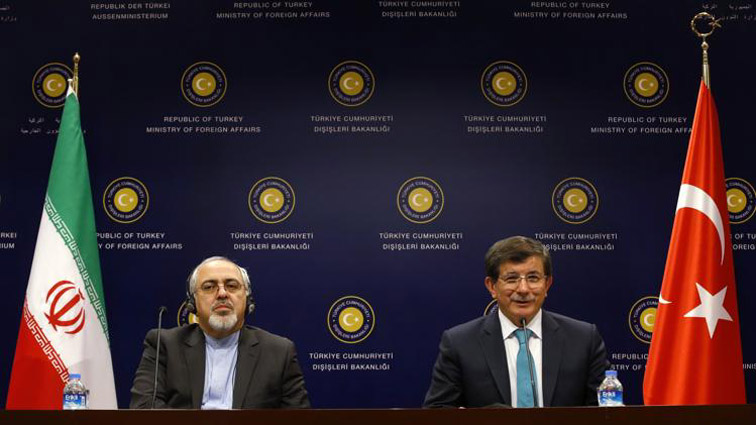
وزير الخارجية الإيراني محمد جواد ظريف ووزير الخارجية التركي أحمد داوود أوغلو خلال مؤتمر صحفي مشترك في أنقرة عام 2013.

تُعد تركيا أكبر عضو في حلف شمال الأطلسي في المنطقة، وقد وافقت على استضافة درع صاروخي للحلف في أيلول/سبتمبر 2011. قام حلف شمال الأطلسي فعليا بتثبيت درع الدفاع مما تسبب في أزمة بين تركيا وإيران، حيث ادعت هذه الأخيرة أن الدرع الصاروخي للحلف هو من صنع أمريكي ثم أكدت على أن كل هذا يجري في إطار مؤامرة لحماية إسرائيل من أي هجوم مضاد في حالة ما استهدفت إسرائيل المنشآت النووية الإيرانية. وبالإضافة إلى ذلك؛ صرّح المرشد الإيراني آية الله علي خامنئي بأن تركيا يجب أن تُعيد النظر في سياساتها تجاه سوريا فضلا عن درع الحلف الذي استضافته كما اتهمها بتعزيز العلمانية في العالم العربي في أعقاب الربيع العربي. أعربَ اللواء الإيراني يحيى رحيم صفوي عن رأيه حول الوضع حيث قال: «سلوك رجال الدولة التركية تجاه سوريا وإيران خاطئ، أعتقد أنهم يتصرفون بما يتماشى مع أهداف أمريكا» أمّا وكالة مهر للأنباء فقد نشرت بيانًا ذكرت فيه: «إن تركيا لا تنأى بنفسها عن هذه التصرفات والسلوكات، وبالتالي يجب على الشعب التركي الابتعاد عن البلدان المجاورة بما في ذلك سوريا والعراق وإيران فضلا عن ضرورة إعادة تقييم موقف تركيا للعلاقات السياسية.» ردت تركيا باسم حلف شمال الأطلسي على كل هذه المزاعم وأكدت على أن النظام لن يُسبب أي تهديد للأمة كما أنه لن يستهدف أي دولة معينة. كما أصرّ وزير الدفاع الوطني التركي عصمت يلماز على أن نظام الدفاع الصاروخي للناتو بهدف إلى تأمين أوروبا وتركيا كذلك. في 23 أكتوبر 2011؛ حذرت وزيرة الخارجية الأمريكية هيلاري كلينتون إيران من التواجد في تركيا حيث قالت: «لا تشعر إيران بالراحة إلا عند التواجد في كامل دول المنطقة! نحن [الولايات المتحدة] نتواجد في العديد من البلدان كما لنا قواعد تدريب مع حلفاء الناتو بما في ذلك تركيا لذا وجب الحذر.» في تشرين الثاني/نوفمبر 2011؛ تصاعدت وثيرة التوتر بين البلدين بعدما أكد الحرس الثوري الإيراني أنه سيستهدف تركيا في حالة ما تعرضت إيران لهجوم من دول أخرى.

### علاقات تركيا وإيران مع إسرائيل
في الماضي تسبّبَ تحسن علاقات تركيا مع إسرائيل في إشعال فتيل خلاف بين أنقرة وطهران. بيد أن تركيا اتخدت موقفًا محايدًا فيما يتعلق بالنزاعات بين إسرائيل وإيران؛ وبهذا الموقف فقد تمكنت من صيانة العلاقات الودية الثنائية، ومَا نمو حركة التجارة بين تركيا وإيران إلا دليل على رغبة البلدين في تعزيز العلاقات المتبادلة.
تدهورت علاقة تركيا مع إسرائيل بعد الحرب على غزة وزادت حدة التوتر عقب أحداث أسطول الحرية عام 2010 وكاد البلدان أن يدخلا في منحدر رهيب خلال حرب الاحتلال الإسرائيلي على غزة عام 2014. حافظت تركيا في الفترة ما بين 2010 و2016 على العلاقات الدبلوماسية مع إسرائيل. ومع ذلك؛ اتفقت الدولتان في 28 حزيران/يونيو 2016 على تطبيع العلاقات؛ والتي شملت دفع إسرائيل لمبلغ 20 مليون دولار كتعويضات للأسر المتضررة إبان هجوم إسرائيل على أسطول الحرية التركي.

### منذ الربيع العربي
توترت علاقات إيران مع تركيا في بعض الأحيان؛ خاصة خلال حُكمِ حزب العدالة والتنمية الذي تقوم عقيدته على المشاركة في النزاعات الإقليمية بين الشيعة والسنة منذ فجر الربيع العربي. تدعم إيران بحزم الحكومة السورية تحت قيادة الرئيس السوري بشار الأسد، في حين تدعم حكومة حزب العدالة والتنمية في تركيا، فصائل من المعارضة السورية.
خلال التدخل العسكري في اليمن؛ دعمت تركيا فصائل لحزب الإصلاح، على عكس إيران التي أيدت حركة أنصار الله الحوثية- مما تسبب في حدوث تضارب بين رجب طيب أردوغان ومحمد جواد ظريف. بالنسبة لأردوغان؛ فهو يرى ضرورة انسحاب إيران والجماعات الإرهابية من اليمن على عكس ظريف الذي يتهم تركيا بارتكاب عددٍ من الأخطاء الاستراتيجية. بعد بضعة أيام من هذا التصعيد الكلامي؛ توّجه أردوغان إلى طهران لإجراء محادثات بشأن تحسين العلاقات التجارية التركية-الإيرانية وقد كان في استقباله المُرشد خامنئي جنبًا إلى جنب مع الرئيس روحاني.
قبل صعود الإسلاميين في حكومة حزب العدالة والتنمية إلى السلطة في عام 2002، حافظت تركيا -التي تعتمد على دستور علماني- على سياسة خارجية محايدة فيما يتعلق بالصراعات الدينية والطائفية في المنطقة. بالرغم من ذلك فقد اختلفت الأهداف الجيوسياسية للدولتين وبخاصة في سوريا والعراق مما أدى أيضا إلى زيادة التوتر والغليان. تصاعد التوتر مجددًا عند اندلاع الثورة السورية خاصة أن وسائل الإعلام التركية مثل يني شفق قد اتهتمت وكلاء إيران بارتكاب مجازر فضيعة خلال معركة حلب (2012-16). تحسنت علاقة تركيا مع إيران خلال الأزمة الدبلوماسية مع قطر عام 2017 وذلك بمدأ «عدو عدوي صديقي» خاصة في ظل «انقلاب» معظم الدول العربية على قطر بما في ذلك الجارتان المملكة العربية السعودية والإمارات العربية المتحدة.

### منذ سقوط نظام الأسد
شهدت العلاقات بين إيران وتركيا توترًا كبيرًا منذ سقوط نظام الأسد بسبب تعارض مصالحهما في سوريا. دعمت تركيا  المعارضة السورية في سعيها للإطاحة بنظام الأسد، بينما إيران وقفت إلى جانب النظام السوري وسعت للحفاظ على نفوذها في البلاد. وشكل هذا الاختلاف في السياسات نقطة خلاف حادة بين الدولتين. من جهة، اعتبرت إيران أن دعم تركيا للمعارضة السورية قد هدد استقرار المنطقة وأدى إلى إضعاف تأثيرها في إطار محور المقاومة. وكان هذا التوتر يعكس القلق الإيراني من توسع النفوذ التركي في المنطقة على حساب مصالحها الاستراتيجية. من جهة أخرى، رأت تركيا أن دعمها للمعارضة كان خطوة ضرورية لضمان استقرار سوريا ومنع تعزيز النفوذ الإيراني فيها. بالنسبة لأنقرة، كان من المهم الحد من التأثير الإيراني في المنطقة، وهو ما دفعها لدعم قوات المعارضة السورية.

## التعاون ضد الإرهاب
تعهدت تركيا وإيران بالتعاون في الحرب ضد الإرهابيين في العراق. بل تغلغلت القوات التُركية في شمال العراق لتنفيذ ضربات استباقية ضد من تصفهم بالإرهابيين. ادّعى وزير الخارجية الإيراني علي أكبر صالحي أنه كان الممكن تفادي وفاة جندي تركي في المنطقة لو أبلغت الولايات المتحدة تركيا أن الإرهابيين يتسللون باتجاه تركيا مع الأسلحة الثقيلة. بالنسبة لتركيا؛ عدوها الأول هو حزب العمال الكردستاني الذي يُحاول التمركز على طول الحدود.

## العلاقات التجارية

تركيا وإيران بلدين عضويين في منظمة التعاون الاقتصادي

تحسنت العلاقات الإيرانية-التركية على المستوى التجاري والاقتصادي؛ خاصة بعد انضمام الاثنين إلى منظمة التعاون الاقتصادي. تزايدت التجارة الثنائية بين الطرفين حيث ارتفعت إلى 4 مليارات دولار في عام 2005 بعدَما كانت في حدود المليار الواحد عام 2000. تُصدر إيران الغاز إلى تركيا ومن المرجح أن ترتفع نسبة التصدير في قادم الأعوام. في الحقيقة تستورد تركيا حوالي 10 مليارات متر مكعب سنويا من الغاز من إيران وهذا يُغطي حوالي 30 في المئة من احتياجاتها. تُخطط تركيا لاستثمار 12 مليار دولار على مدى مراحل في حقل غاز الشمال أحد أكبر حقول النفط في إيران. وصلت التجارة البينية بين الطرفين في حدود 10 مليارات دولار عام 2010، وقد أعلنت حكومة البلدين عن أن هذا الرقم سيصل إلى 20 مليار دولار في المستقبل غير البعيد. وقعت تركيا عام 2008 خلال خصخصة الشركة الوطنية الإيرانية للبتروكيماويات على عقد بلغت قيمته 650 مليون دولار.